# Harold Redman
Sir Harold Redmann, KCB, CBE (* 25. August 1899; † 24. August 1986) war ein britischer Offizier und zuletzt Generalleutnant der British Army, der unter anderem zwischen 1952 und 1955 Vize-Chef des Imperialen Generalstabes (Vice Chief of the Imperial General Staff) sowie von 1955 bis 1958 Gouverneur von Gibraltar war.

## Leben

### Erster und Zweiter Weltkrieg

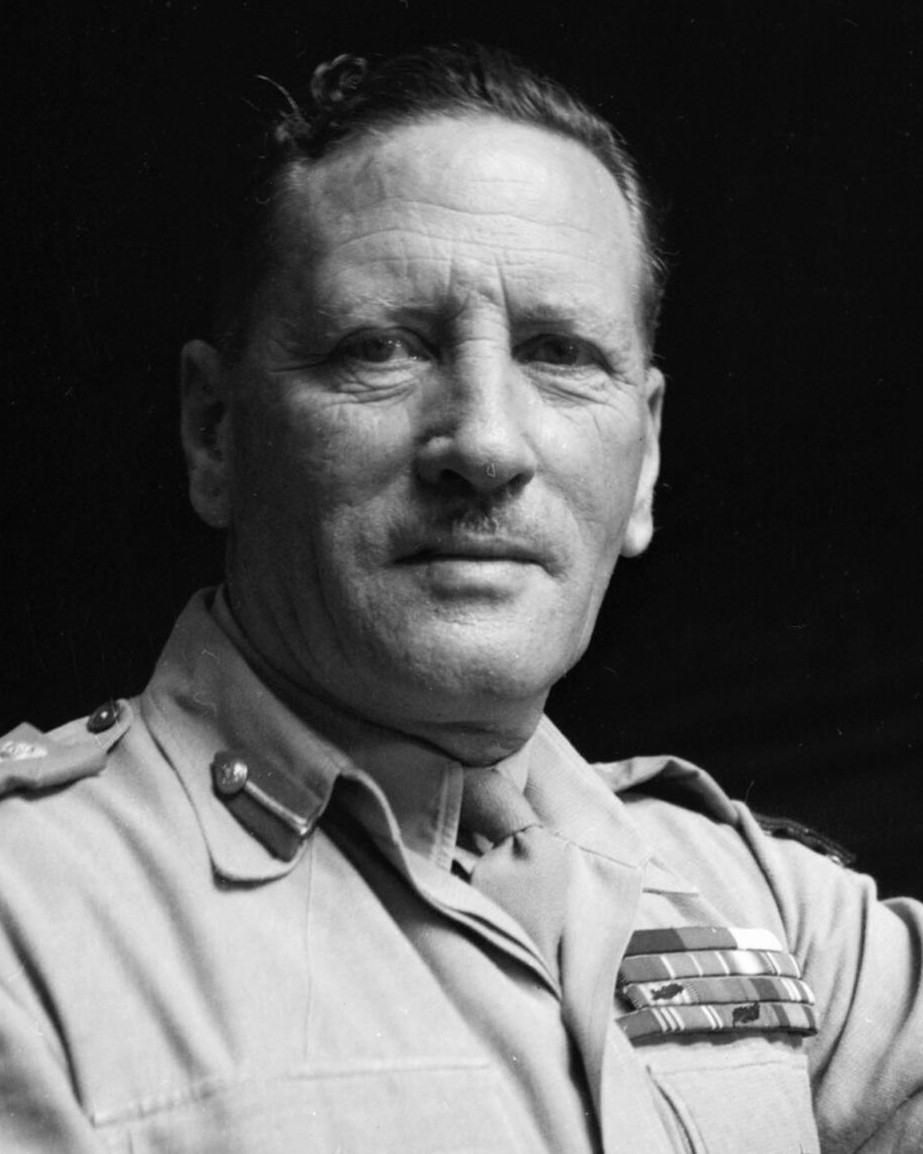
Unter General Sir Claude Auchinleck war Redman im Zweiten Weltkrieg Brigadegeneral im Generalstab der in Nordafrika operierenden Achten Armee (Eighth Army).

Harold Redmann, Sohn von A. E. Redman, wurde am 28. Februar 1917 als Second Lieutenant in die Royal Artillery übernommen und nahm in den letzten beiden Jahren des Ersten Weltkrieges an Kampfhandlungen in Frankreich, Belgien und zuletzt in Deutschland teil. In der Zwischenkriegszeit folgten zahlreiche Verwendungen als Offizier und Stabsoffizier, wobei er 1929 in das Leichte Infanterieregiment King’s Own Yorkshire Light Infantry wechselte. Nachdem er von 1936 bis 1937 Instrukteur an der Höheren Offiziersschule (Senior Officers’ School) in Sheerness war, fungierte er zwischen 1938 und 1939 als Instrukteur am Staff College Camberley. 1939 wechselte er ins Kriegsministerium und war dort anfangs Zweiter Generalstabsoffizier sowie von 1939 bis 1940 Erster Generalstabsoffizier (General Staff Officer 1, War Office).
Im Zweiten Weltkrieg war Redmann zunächst von 1940 bis 1941 Kommandeur des 7. Bataillons der King’s Own Yorkshire Light Infantry sowie daraufhin als Nachfolger von Brigadegeneral John Atherton Churchill zwischen dem 22. Februar und dem 11. Dezember 1941 Kommandeur der 151. Infanteriebrigade (Commanding Officer, 151st Infantry Brigade), die in Nordafrika, Zypern sowie später im Mittleren Osten zum Einsatz kam. Danach war er Dezember 1941 bis März 1942 Brigadegeneral im Generalstab der in Nordafrika operierenden Achten Armee (Eighth Army) unter dem Oberbefehlshaber General Claude Auchinleck. Im März 1942 wurde er nach Britisch-Indien versetzt und war dort bis März 1943 Kommandeur der zur Britisch-Indischen Armee gehörenden 10. Motorisierten Brigade (Commanding Officer 10th Indian Motor Brigade). Im Anschluss fungierte er von 1943 bis 1944 als Chef des Sekretariats der britischen Gemeinsamen Stabsmission in Washington, D.C. (Chief Combined Secretary, British Joined Staff Mission) sowie 1944 als stellvertretender Kommandeur der Französischen Streitkräfte im Inneren (Forces françaises de l’intérieur). Anschließend war er von 1944 bis 1945 Leiter der Mission des Obersten Hauptquartiers der Alliierten Expeditionsstreitkräfte SHAEF (Supreme Headquarters Allied Expeditionary Force) beim französischen Oberkommando und wurde für seine Verdienste 1944 zum Commander des Order of the British Empire (CBE) ernannt.

### Nachkriegszeit und Aufstieg zum General

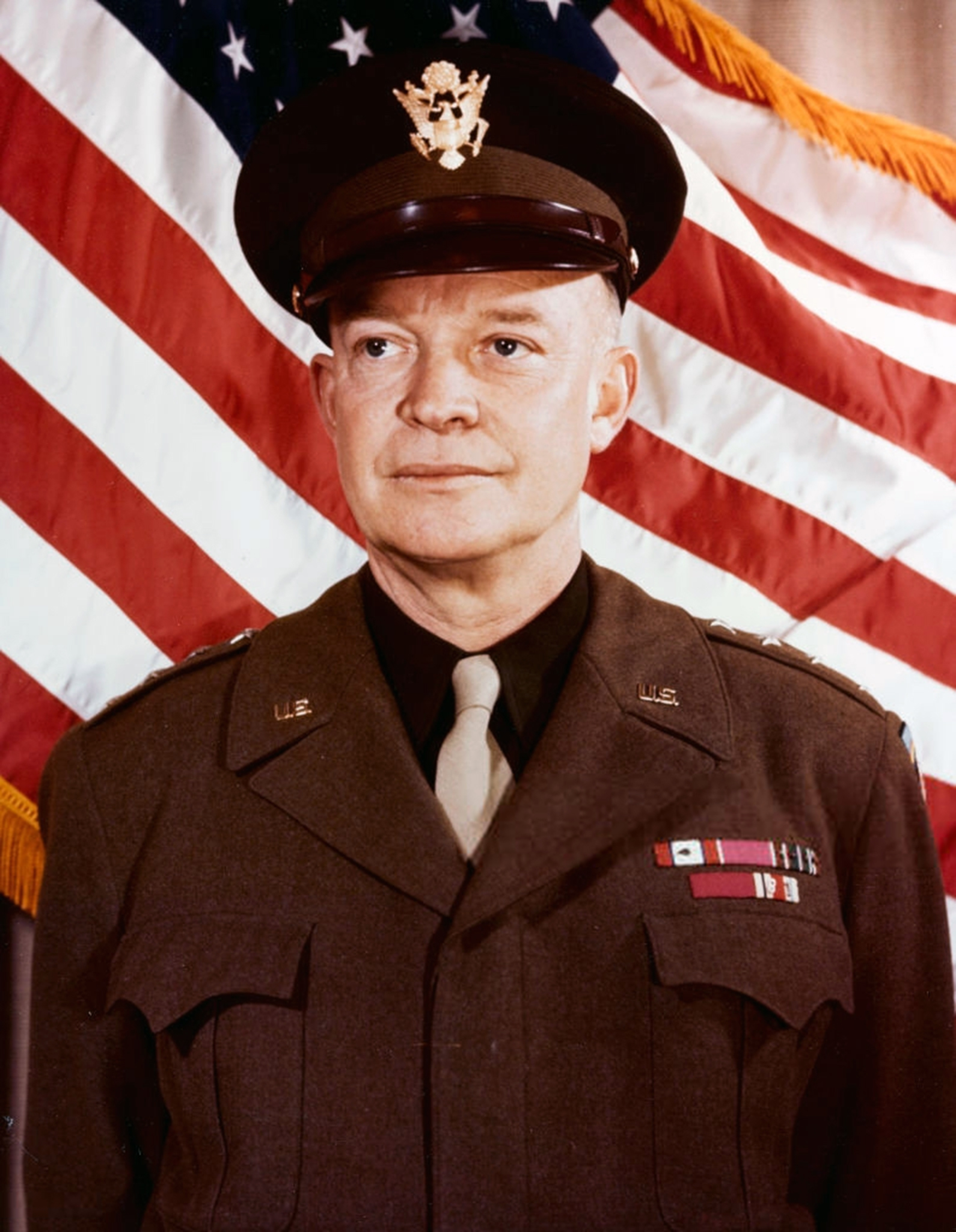
Redman war von 1951 bis 1952 Leitender Stabsoffizier beim Obersten Alliierten Kommandeur der NATO in Europa SACEUR (Supreme Allied Commander Europe), General Dwight D. Eisenhower.

Nach Kriegsende blieb Harold Redman zunächst in Frankreich und war bis 1946 Leiter der dortigen Britischen Militärmission. Danach übernahm er zwischen dem 20. Mai und dem 31. Mai 1946 erst den Posten als Chef des Stabes der Alliierten Landstreitkräfte in Südostasien sowie danach vom 1. Juni 1946 bis September 1948 als Chef des Stabes der Landstreitkräfte im Fernen Osten (Chief of Staff, Far Eastern Land Forces). Für seine Verdienste in dieser Zeit wurde er 1947 auch Companion des Order of the Bath (CB). Nach seiner Rückkehr war er als Major-General zwischen September 1948 und März 1951 im Kriegsministerium Direktor für militärische Operationen (Director of Military Operations, War Office) sowie daraufhin von März 1951 bis Oktober 1952 Leitender Stabsoffizier (Principal Staff Officer) beim Obersten Alliierten Kommandeur der NATO in Europa SACEUR (Supreme Allied Commander Europe), General Dwight D. Eisenhower.
Nach seiner Beförderung zum Lieutenant-General übernahm Redman im Oktober 1952 von Generalleutnant Sir Nevil Brownjohn den Posten als Vize-Chef des Imperialen Generalstabes (Vice Chief of the Imperial General Staff) und bekleidete diesen bis Mai 1955, woraufhin Generalleutnant Sir William Oliver seine Nachfolge antrat. Im Zuge der sogenannten „Birthday Honours“ wurde er am 1. Juni 1953 als Knight Commander des Order of the Bath (KCB) geadelt, so dass er fortan das Prädikat „Sir“ führte. Zuletzt löste er am 6. Mai 1955 General Sir Gordon Holmes MacMillan als Gouverneur von Gibraltar ab und verblieb auf diesem Posten bis zum 16. April 1958, woraufhin General Sir Charles Keightley seine dortige Nachfolge antrat. Zugleich war er als Commander in Chief of Gibraltar auch Oberkommandierender der dort stationierten britischen Truppen. 1958 schied er aus dem aktiven Militärdienst aus und trat in den Ruhestand.
Harold Redman war seit 1947 in erster Ehe mit Patricia Mary Weston († 1951), Tochter von Brigadegeneral John Leslie Weston, CBE, DSO (1882–1963).

## Hintergrundliteratur
- Nick Smart: Biographical Dictionary of British Generals of the Second World War, Pen & Sword, Barnesley 2005, ISBN 1-844-1-50496